# Уильямс, Джесси (футболист)
Джесси Уильямс (англ. Jesse Williams; 18 мая 2001, Тринидад и Тобаго) — тринидадский футболист, защитник.

## Карьера
Воспитанник клуба «Ла-Хоркетта Рейнджерс». В 2020 году выступал за молодежный состав североирландского «Колрейна», но за его основу Уитльямс не играл. В январе 2022 года тринидадец заключил контракт с американским коллективом Чемпионшипа USL «Питтсбург Риверхаундс».

## В сборной
За сборную Тринидад и Тобаго Джесси Уильямс дебютировал 8 июня 2021 года в матче отборочного турнира к ЧМ-2022 против Сент-Китса и Невиса (2:0). Через месяц молодой защитник провел за национальную команду два матча на Золотом кубке КОНКАКАФ в США.